# Новгородская духовная семинария
Новгоро́дская духо́вная семина́рия — среднее духовное учебное заведение Новгородской епархии Русской православной церкви, существовавшее в 1740—1918 годах.

## История
В 1706 году митрополит Новгородский Иов открыл при своём архиерейском доме Новгородское греко-славянское училище (с древними языками), вызвав для руководства им находившихся в ссылке греческих учёных братьев Иоанникия и Софрония Лихудов, с которыми познакомился, ещё живя в Москве. За счёт средств Софийского собора он организовал строительство двухэтажного здания для училища; ученики, которых насчитывалась до 153 человек, содержались на средства митрополита, который предоставил в их распоряжение своё книжное собрание. Новгородское училище стало попыткой создания православного учебного заведения, основанного на святоотеческой традиции, а не предназначенного для схоластических споров. Латинский язык здесь не преподавался вовсе. С назначением Феофана Прокоповича архиепископом в Новгород эти Новгородские школы были упразднены.
В 1730-е годы целый ряд архиерейских школ в результате введения латинского курса обучения был преобразован в семинарии. Основой для открытия в Великом Новгороде духовной семинарии послужил указ императрицы Анны Иоанновны от 21 сентября 1738 года. Семинария была открыта стараниями архиепископа Новгородского и Великолуцкого Амвросия (Юшкевича).
Документ, составленный в Св. Синоде, видимо, при участии самого Амвросия, утвержденный Указом императрицы Анны Иоанновны от 24 мая 1740 года, гласит: «определяется ныне при Новгородском архиерейском доме семинария для обучения латинского, еллиногреческого и аще возможно и еврейского языков, начав от грамматики даже до реторики, философии и теологии…».
Указом от 30 октября (10 ноября) 1740 года архиепископ Амвросий определил открыть семинарию в ближайшем к Новгороду Антониевом монастыре. Согласно штату, деятельность Новгородской ДС была с самого начала подробно регламентирована и обеспечена в материальном отношении. На её содержание было ассигновано 7859 рублей 37 копеек в год, что намного превосходило денежное содержание других семинарий. По ассигнуемым на её содержание средствам оставляла далеко позади другие семинарии, то есть фактически являлась высшим учебным заведением, хотя и не носила названия «академия». Например, в 1765 году, когда Новгородская духовная семинария имела штатное содержание 8285 руб., Московская духовная академия получала 4847 руб., Троицкая семинария — 4901 руб., другие семинарии — гораздо меньше. Штатное жалование, кроме Новгородской, имела только Петербургская семинария.
12 апреля 1741 года архиепископ Амвросий обратился с донесением к Анне Леопольдовне, регентше при малолетнем императоре Иоанне Антоновиче, докладывая о своем намерении избрать для строительства «не уже семинарии, но большой Академии по примеру школ Киевских… монастырь Антония Римлянина», где «надлежит быть по штату 10-ти школам, також и библиотеке каменной для содержания книг, а для лучшего порядка и смотрения оной Академии имеет определен быть… архимандрит и ректор… по примеру Киевской и Московской Академий». Владыка также просил «по примеру Киевской, Харьковской и прочих иностранных утвердить оную академию грамотою». На донесение Анной Леопольдовной была наложена резолюция: «на употребление монастыря Антония Римлянина для жития учителей и учеников позволяется, такоже и строение каменной новой Академии опробуется».
Первыми учениками семинарии стали 100 лучших учеников школы при архиерейском доме, которая ещё некоторое время оставалась подготовительной для семинарии. В отношении организации обучения семинария была почти точным слепком Киево-Могилянской академии, выпускником которой был архиепископ Амвросий. Первоначально в семинарии было четыре класса: аналогии, инфимы, грамматики, синтаксимы. В 1741 году появляется класс пиитики (поэтический), а в 1742 году — риторики (ораторского искусства) и рисования.
В 1741 году по проекту Петербургского архитектора Ивана Филиппова в Антониевом монастыре построили два каменных корпуса. В одном из них размещались классы, в другом жили учителя. Для семинаристов построили деревянные избы, каменный амбар в южной части монастыря переделали для пекарни. Позже, в 1840 году, здание надстроили и приспособили для семинарской больницы, за монастырскими стенами построили лазарет.
Управляли делами в семинарии ректор, он же архимандрит монастыря, и префект. Ректор заведовал учебными, нравственно-воспитательными и экономическими делами. Префект был помощником ректора и непосредственным наблюдателем за точным выполнением всех установленных в семинарии порядков. Архиепископ Амвросий составил устав семинарии и штат, состоявший из 12 преподавателей. В семинарию принимали мальчиков от 12 до 15 лет, обученных читать и писать.
В 1746 году был открыт класс философии, в 1748 году — класс богословия. В 1754 году состоялся первый выпуск.
Основой семинарского воспитания являлась суровая дисциплина. За нарушение установленных правил подвергали жестоким наказаниям, вплоть до плетей и кандалов. Обычным явлением было бегство из семинарии: в 1748 году в бегах числилось 94 человека.

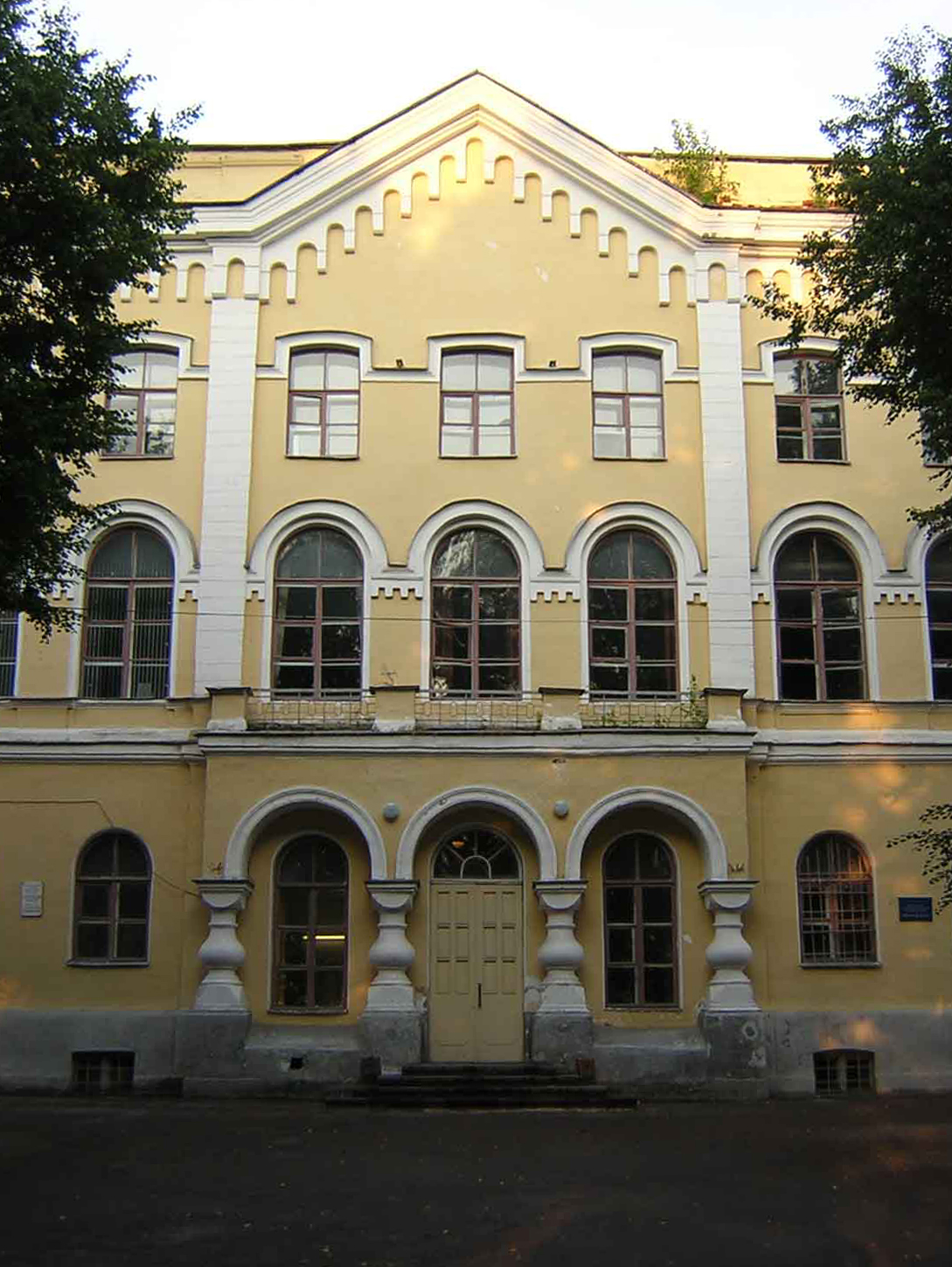
Здание бывшей Духовной семинарии в Антониевом монастыре

Архиепископ Амвросий (Юшкевич) добился разрешения императрицы Елизаветы Петровны на передачу Новгородской духовной семинарии библиотеки Феофана Прокоповича, специально для которой решил выстроить каменное здание. Однако строительство здания началось только в 1759 году и было закончено в 1780-е годы по сметным расчетам губернского архитектора Василия Поливанова. Под библиотеку был отведён верхний этаж этого двухэтажного здания, представлявший собой «как бы одну общую большую залу в два света», в которой стояли деревянные шкафы с книгами. Это одно из первых в истории русской архитектуры зданий, специально выстроенных для библиотеки. Оно представляет собой редкий для Новгорода памятник архитектуры стиля барокко. Двухэтажное здание с двумя боковыми ризалитами, с нарядными фасадами хорошо сохранилось в восточной части монастыря, сейчас в нём располагается библиотека Новгородского государственного университета.
Библиотека Новгородской духовной семинарии — одна из старейших российских библиотек. На приобретение новых книг ежегодно выделялись деньги, это позволило создать богатейший книжный фонд. Г. И. Светлов в книге «Краткий очерк истории Новгородской духовной семинарии», изданной в 1917 году, сообщает, что библиотека Амвросия Юшкевича «легла в основу того богатого книгохранилища, которое, уделив часть своих сокровищ, и даже лучшую, Петербургской духовной академии, должно считаться и ныне лучшим и более крупным из существующих при духовных семинариях». Она также включала библиотеку школы Лихудов. Большее количество книг, по данным каталога 1779 года (наиболее ранний из известных каталогов библиотеки), в середине XVIII века было только в библиотеке Императорской Академии наук в Санкт-Петербурге. Каталог 1779 года включает описание книг библиотеки Феофана Прокоповича, книг, поступивших из архиерейского дома, из библиотек архиепископов Амвросия Юшкевича, Стефана Калиновского, Антония Знаменского, митрополитов Дмитрия Сеченова и Гавриила Петрова. Реестр насчитывает описание около 6500 книг. Согласно реестру, библиотека включала редкие издания Писания, исключительно богатым и разнообразным было также собрание греческих и латинских классиков, чрезвычайно многочисленными в книжном собрании были произведения писателей-гуманистов.
После революции библиотеку семинарии передали в введение Губмузея. Часть книг была отправлена в Государственную публичную библиотеку (в том числе рукописные книги, библиотеку Феофана (Прокоповича), печатные издания XVII—XVIII веков), часть книг сохранилась в Отделе редкой книги научной библиотеки Новгородского музея-заповедника.
В 1788—1800 годах статус Новгородской семинарии понижается до уровня четырёхклассной.
На протяжении XIX века в жизни Новгородской семинарии происходили перемены. Строгость и суровость бурсы XVIII — начала XIX веков уступила место гуманному отношению к ученикам.
К 150-летию семинарии при ректоре протоиерее Евграфе Мегорском было построено новое большое здание с лицевым фасадом на Волхов. Празднование юбилея состоялось 30 октября 1890 года, его возглавил епископ Старорусский Владимир (Богоявленский).
Количество учеников в семинарии к началу XX века доходило до 500 человек. Ежегодные выпуски составили в среднем 50 человек.
В конце апреля 1918 года образовательная деятельность Новгородской духовной семинарии фактически прекратилась. 30 сентября 1918 года Новгородский губернский отдел народного образования принял решение о закрытии Новгородской духовной семинарии, а с 1 октября 1919 года на её базе открылся Новгородский институт народного образования, в распоряжении которого оказалась фундаментальная библиотека семинарии. В 1920 году был упразднён Антониев монастырь.

### Возобновление духовного училища (2000-е годы)
14 сентября 2004 года состоялось начало первого учебного года возобновлённого Новгородского духовного училища при Свято-Юрьевом монастыре.
А 20 апреля 2005 года Священный Синод Русской Православной Церкви по прошению архиепископа Новгородского и Старорусского Льва (Церпицкого) и доклада председателя Учебного комитета при Священном Синоде архиепископа Верейского Евгения (Решетникова) о возможности открытии Новгородского училища, — в Новгородском Свято-Юрьевом мужском монастыре, благословил официальное открытие Новгородского духовного училища и назначил его ректором преосвященного архиепископа Новгородского и Старорусского Льва. Новое учебное заведение Русской Православной Церкви было открыто с целью подготовки священнослужителей для приходского служения в Новгородской епархии.
Новгородское духовное училище осуществляет пятилетнее обучение в соответствии с программами духовной семинарии. За образец взяты правила приёма, устав, распорядок дня и учебные программы Санкт-Петербургских духовных школ. Наиболее успешные воспитанники, окончившие по I разряду третий курс, получают возможность продолжить своё богословское образование на последних курсах Санкт-Петербургской духовной семинарии. Для остальных учащихся организованы четвёртый и пятый курсы обучения пастырско-практической направленности.
В преподавательский состав входят клирики и миряне Новгородской епархии. Как правило, это выпускники Санкт-Петербургской духовной академии и Новгородского Государственного университета, кандидаты богословия или кандидаты отраслевых наук.
При Новгородском духовное училище также проходит обучение православных христиан мужского и женского пола на вечерних богословско-пастырских и катехизаторских курсах.

## Ректоры
- 24 января 1741—29 ноября 1742 — Маркелл (Радышевский)
- 1743 — апрель 1744 — Иннокентий (Мигалевич)
- 1746—1748 — Дамаскин (Аскаронский)
- 1750—1756 — Иоасаф (Миткевич)
- 18 февраля 1756—1759 — Парфений (Сопковский)[14]
- 8 ноября 1759—1761 — Симон (Лагов)
- август 1761 — Иннокентий (Нечаев)
- 10 сентября 1761—1767 — Лаврентий (Баранович)
- 13 июля 1774—1782 — Феофил (Раев)
- 28 июля 1782—1783 — Амвросий (Серебренников)
- 1784—1788 — Вениамин (Багрянский)
- 1788—1791 — Николай (Киждобрянский)
- 1791—1792 — Варлаам (Шишацкий) и. о.
- 1792—1795 — Иакинф (Карпинский) и. о.
- 26 мая 1794—1795 — Антоний (Знаменский)
- 17 мая 1795—1796 — Иоанн (Островский)
- 29 декабря 1796 — ок. 17 сентября 1799 — Амвросий (Келембет)
- январь 1800 — январь 1804 — Флавиан (Ласкин)
- Савинский — Афанасий (Савинский) (1804)[15]
- 1808—1812 — Амвросий (Орнатский)
- 23 марта 1812—1819 — Владимир (Ужинский)
- 6 февраля 1820 — 21 августа 1822 — Анатолий (Ставицкий)
- 1822—1823 — Иннокентий (Платонов)
- июль 1823—1827 — Игнатий (Семёнов)
- 12 декабрь 1827—1832 — Илиодор (Чистяков)
- 14 апреля 1832—1840 — Анатолий (Мартыновский)
- 17 сентября 1840 — 7 июля 1852 — Антоний (Павлинский)
- 7 июля 1852—1856 — Евфимий (Беликов)
- 19 ноября 1856—1857 — Нектарий (Надеждин)
- 9 июня 1857—1859 — Леонтий (Лебединский)
- 17 мая 1859—1860 — Никандр (Покровский)
- 10 октября 1860—1866 — Макарий (Миролюбов)
- 3 августа 1866 — 8 ноября 1870 — Вениамин (Павлов)
- 30 ноября 1870—1875 — Иоанн (Жданов)
- 1875—1890 — Евграф Мегорский, протоиерей
- 25 декабря 1890—1892 — Тихон (Никаноров)
- 1892—1895 — Михаил (Темнорусов)
- 26 мая 1895—1896 — Аркадий (Карпинский)
- 18 сентября 1896—1897 — Арсений (Стадницкий)
- 1897—1903 — Димитрий (Сперовский)
- 8 января 1903 — ? — Сергий (Титов), архимандрит из ректоров АМДС
- 22 декабрь 1911—1913 — Алексий (Симанский)
- 22 июня 1913 — апрель 1918 — Тихон (Тихомиров)

## Префекты
- Иннокентий (Одровонж-Мигалевич)
- Иоасаф (Миткевич) (1748—1750)
- Парфений (Сопковский) (1750—1756)
- Тихон (Соколов) (1754—1758)
- Симон (Лагов) (28 апреля 1758—1759)
- Лаврентий (Баранович) (1760—1761)
- Феофил (Раев) (29 сентября 1770—1774)
- Вениамин (Багрянский) (1776—1782)
- Владимир (Ужинский) (7 февраля 1808—1809)

## Инспекторы
- Иоанникий (Микрицкий) (1750-е)
- Амвросий (Орнатский) (1802—1804)
- Иннокентий (Александров) (14 марта 1820—1823)
- Иринарх (Пахаревский) (16 декабря 1827 — 1 октября 1829)
- Елпидифор (Бенедиктов) (1 октября 1829—1832)
- Никодим (Казанцев) (14 апреля 1832—1833)
- Феофан (Говоров) (7 декабря 1842—1844)
- Александр (Добрынин) (30.03.1849 — 1851)
- Герман (Осецкий) (28.10.1853 — 1857)
- Феогност (Лебедев) (II 29 ноября 1857—1861)
- Тихон (Троицкий-Донебин) (16 марта 1863—1871)
- Абрамович Павел Романович (1871—1884)
- Тихон (Никаноров) (25 апреля 1884—1890)
- Филипп (Бекаревич) (1890—1893)
- Арсений (Стадницкий) (12 декабря 1895—1896)
- Евдоким (Мещерский) (2 октября 1896 — 23 декабря 1898)
- Григорий (Вахнин) (1903—1905)
- Досифей (Протопопов) (март 1905—1906)
- Петр (Зверев) (1907—1908)
- Кедринский Михаил Антонович

## Известные преподаватели
- Парфений (Сопковский) (1744—1750)
- Тимофей (Соколов) (1754—1758)
- Виктор (Онисимов) (1760-е)
- Аполлос (Терешкевич)
- Феофан (Колоколов) (1779—1784)
- Амвросий (Орнатский) (1800—1802)
- Исаакий (Положенский), профессор (1857—1858)
- Тихон (Троицкий-Донебин) (1861—1871)
- Митрофан (Землянский) (1897—1903)
- Дамаскин (Аскаронский) (1740 — ?)
- Феофил (Раев) (1762—1769)
- Епифаний (Саввич-Канивецкий) (1805—1806)
- Григорий (Медиоланский) (5 ноября 1848—1850)
- Тихон (Тихомиров) (1906 — ?)
- Димитрий (Сперовский) (6 июня 1891—1894)
- Никон (Бессонов) (1895—1897)
- Иоанн (Киструсский) (6 октября 1912—1914)

## Известные выпускники
- Тихон Задонский (1754) — архиепископ Воронежский, философ и просветитель
- Симон (Лаговский) (1754) — архиепископ Рязанский
- Савва Ольхин — монах Русской православной церкви; инспектор Владимирской духовной семинарии.
- Гавриил Пакатский (1756—1840) — духовный поэт и переводчик
- Владимир (Ужинский) (1803) — архиепископ Казанский и Свияжский
- Фотий (Спасский) (1814) — архимандрит, «полу-фанатик, полу-плут»
- Анастасий (Добрадин) (1849) — архиепископ Воронежский и Задонский.
- Александр Желобовский (1855) — протопресвитер военного и морского духовенства, член Святейшего Синода, духовный писатель.
- Ельпидифор Барсов (1857) — этнограф, историк литературы, фольклорист
- Михаил Владиславлев (1859) — философ, ректор Санкт-Петербургского университета
- Павел Образцов (1861) — профессор богословия Юрьевского университета
- Николай Богословский (1863) — священник, создатель новгородского музея, собиратель и исследователь древностей
- Феодор (Яковцевский) (1886) — архиепископ Владимирский и Суздальский
- Александр Бриллиантов (1887) — историк церкви, богослов и философ, член-корреспондент РАН
- Феодор Забелин (1888) — протоиерей
- Иона (Лазарев) (1892) — епископ Невельский, викарий Витебской епархии.
- Сергий (Тихомиров) (1892) — митрополит Японский.
- Варсонофий (Лебедев) (1894) — епископ Кирилловский, священномученик.
- Иосиф (Петровых) (1895) — митрополит Ленинградский, лидер «иосифлянства».
- Геннадий (Туберозов) (1895) — епископ Псковский и Порховский.
- Онисим (Пылаев) (1896) — епископ Тульский.
- Кульман, Александр Карлович (1898), священник в Боровёнке с 1900 по 1937 годы
- Пимен (Белоликов) (1900) — миссионер, епископ Семиреченский и Верненский
- Василий Белоликов (1907) — церковный историк, специалист по истории старообрядчества, профессор Московской богословской академии
- Николай Успенский (в 1918 окончил 4-й класс) — литургист и музыковед, специалист в области церковной истории, исторической и систематической литургики, древнерусского церковно-певческого искусства, восточно-христианской гимнографии
- Предтеченский Андрей Иванович (1851) — богослов, профессор истории Санкт-Петербургской духовной академии.